# Đồng(II) metaborat
Đồng(II) metaborat là một hợp chất vô cơ của kim loại đồng và acid metaboric có công thức hóa học Cu(BO2)2 – tinh thể màu lục lam, không tan trong nước.

## Điều chế
Phản ứng giữa acid boric và đồng(II) nitrat có thể tạo ra đồng(II) metaborat.
{\displaystyle {\mathsf {2Cu(NO_{3})_{2}+4H_{3}BO_{3}\ \xrightarrow {900^{o}C} \ 2Cu(BO_{2})_{2}+4NO_{2}\uparrow +O_{2}\uparrow +6H_{2}O}}}
Cũng có thể trộn dung dịch borax với đồng(II) sulfat hoặc đồng(II) chloride để tạo kết tủa đồng(II) metaborat.

## Tính chất vật lý
Đồng(II) metaborat tạo thành tinh thể màu lục lam.
Hợp chất không hòa tan trong nước.

## Tính chất hóa học
Hợp chất bị phân hủy khi đun nóng mạnh, tạo ra đồng(I) metaborat:
{\displaystyle {\mathsf {4Cu(BO_{2})_{2}\ \xrightarrow {1150^{o}C} \ 4CuBO_{2}+2B_{2}O_{3}+O_{2}}}}

## Ứng dụng
Đồng(II) metaborat có thể được sử dụng trong tranh sơn dầu, chất xúc tác khử hydro hóa, chất bảo quản gỗ và chất làm chậm sự cháy.